# ンガディ・チュリ
ンガディ・チュリ(Ngadi Chuli)は、ネパールにある山である。ヒマラヤ山脈に属し、標高7,871メートルは世界で20位である。ピーク29(Peak 29)、ダクラ(Dakura)などとも呼ばれる。マナスルの南、ヒマルチュリの北に位置する。

## 登山歴
世界20位の高峰にもかかわらず、ンガディ・チュリは1回もしくは2回しか登頂されていない。
1970年に日本隊が初登頂したと見られるが、確実に登頂したという確認はされていない。日本遠征隊の隊員である渡辺博史とシェルパのラクパ・ツェリングは、東稜と東面を登った。彼らは山頂攻略のために標高約7500メートルの第5キャンプを出発した。午後1時15分、山頂の下約70メートルに到達してから約2時間、他の隊員からは彼らの姿が見えなくなった。下山中、困難な雪の尾根を下った後の氷の壁の下降中に、約7600メートルから6900メートルの第4キャンプ付近まで滑落した。他の隊員も、彼らが滑落している様子を山の下から見ていた。彼らのカメラも、登頂に成功したときにペナントを取り付けることになっていた渡辺のピッケルも発見できなかったため、彼らが本当に山頂に到達したという決定的な証拠がない状態となった。渡辺らが山頂に到達したことを確認するために、日本から1974年、1978年、1982年の3回の遠征が行われたが、いずれも失敗に終わった。
確実に山頂に到達したことが確認された最初の登頂、かつ2014年現在で最後の登頂は、1979年のポーランドの登山家・Ryszard GajewskiとMaciej Pawlikowskiによるものである。彼らは西側のバットレスを経由し、高所でのロッククライミングを行った。
2014年現在、1982年の日本隊の遠征を最後に、この山への登山は行われていない。

### タイムライン
- 1961年 - 日本隊による最初の偵察。
- 1969年 - 日本隊が7350メートルまで到達。
- 1970年 - 日本隊による初登頂（未確認）。
- 1978年 - 日本隊の挑戦中に3人が雪崩で死亡。
- 1979年 - ポーランド隊による確実な初登頂。